# 慣性收視
慣性收視是一個電視詞彙，其指慣性消費模式對本地電視業的影響與價值。慣性收視指電視觀眾在選擇電視頻道時出現習慣性的消費模式。
此情況有部份來自觀眾的生活習慣，不少中老年香港電視觀眾如常固定於單一電視台無電視（TVB）中的翡翠台，不過近年隨著觀眾觀看電視的模式轉變，如不會固定按電視台時段觀看節目，加上OTT平台和互聯網的崛起，觀眾得以有更多的途徑接觸其他資訊。
消費慣性源自，權威、從眾、經驗。由明星帶起的宣傳效果、親朋戚友及社會的互相感染、品牌過往的質素（如商品質素、企業責任）。

## 簡介
在香港，慣性收視的認同者表示此為影響本地電視業的收視比率的一個因素，如此有指已停播的亞洲電視（ATV）因為「不享有慣性收視」，而收視低。雖然慣性收視在香港是一個有爭議的話題，但從沒有人實際地投入資源以科學解決此分爭，此話包括支持及反對「慣性收視」理論之徒。
電視節目的收視率不是全都由質素主宰，因為還有很多未知因素。免費電視台的服務性質與質素相近，電視台人才不時轉投其他陣營。2009年無綫《絕代商驕》與2000年亞視的《世紀之戰》的第五集賣傘一幕的商業理論及其表達手法，有很多「雷同之處」。1992年無綫電視巨作《大時代》的監製韋家輝為亞視製作「似乎是《大時代》續集的劇集」的《世紀之戰》和《大時代》主角相同，都是劉青雲和鄭少秋。張家輝在無綫節目《最佳男主角》中表示：「在隔籬台，演得再好也沒人看。」（收視低）
在約定俗成的習慣下，及媒界宣傳的環境下，港人習慣看TVB電視台。香港有電視的食市多數都是看無綫電視的翡翠台或者是高清翡翠台；報紙的娛樂版及雜誌報導無綫情況遠多於報導亞視。生活環境及常見例子下，港人是完全沒有「慣性的消費模式」的可能性不大。
香港不少的酒店、家居都把電視設成「一字無綫、二字亞視」。亞洲電視官方節目表示電視遙控「二字」為亞視，暗示「一字」為無綫。以上電視台的行為，只是反映出半世紀以來的電視觀眾的慣性問題。《雷霆掃毒》中，陳家碧教陳家俊用電視遙控看電視時說：「按一字就有電視看（粵語：㩒一字就有電視睇）」。《讀心神探》中，姚學琛講心理學其中的理論時說：「人一般看到物體時是先看其左上方」。在此則電視遙控選台按鈕左上方的「1」字，加上電視遙控的設定習慣。人們按下「一字就是無綫」的機會較其他可能性為大。而兩大電視台在節目中都有提及本訊息，可見本地電視業的消費模式都出現心理因素。

## 背景及近況
1957年，香港首間電視台麗的映聲（亞洲電視前身）是以有線接駁，並須付費才可以看到。1967年，無電視啟播，是不用鋪線及付費，觀眾只要有一部電視機以及接收天線，便可收看無綫的節目，故迅速吸引大批觀眾，亦使電視娛樂迅速普及。因此大多數港人初次接觸的電視台，並非香港首間電視台麗的，而是無綫。而且無綫啟播後，連麗的觀眾也持續過檔無綫，港人亦因此養成「看電視即是看無綫」的習慣。麗的映聲要到1973年才由有線接收轉為無線接收，轉型期間，還因當時技術所限，須停播1個月以作過渡，此空白期更進一步把觀眾推向無綫，包括麗的原有觀眾在內的廣大市民紛紛轉為收看無綫電視，甚至出現購買電視機的潮流。但麗的轉型後，收視仍然遠不及無綫。普遍分析認為，港人看電視只看無綫的慣性，無綫的慣性收視優勢，此時已形成，且已根深蒂固，維持至今。除此之外，由於無綫電視的頻率較亞洲電視的為低，因此人們便慣性的看第一台，即順序掃台的翡翠台（另有說是因為當時無綫的訊號接收較亞視佳所致）。
麗的，及後改稱亞洲電視，多年來利用各種方法，例如由蕭若元發起「千帆並舉」計劃加強製作；1980年代末由周梁淑怡主政時，從無綫電視以高薪聘請職員及藝員；以致購買內地改編劇集《還珠格格》、英國遊戲節目《百萬富翁》的版權，該等行動都一度改善亞洲電視的收視率，甚至取得收視優勢。但節目完結過後，亞洲電視的收視優勢皆隨之而去。有人將這個現象歸咎於「慣性收視」，而不是亞洲電視的失誤。而根據杜耀明在2009年的研究顯示，無綫與亞視各佔本地粵語頻道的巿場份額，由1994年的七三之分，降至1999年的八二之比，2007年更變成的九一之比，認為強者愈強、弱者愈弱的趨勢十分明顯。
亞洲電視前製作人蕭若元，經常對外聲稱，多年前無綫電視曾因發射站故障，令所有觀眾未能收看該台節目10分鐘，畫面只有雪花，仍成功取得55%收視，即逾半觀眾，即使無綫畫面只有雪花，也仍不轉台，足以反映慣性收視。
另一普遍現象在於兩台同時直播相同節目，收視率仍懸殊。例如煙花匯演、沈殿霞追悼會、港台節目、2008北京奥运会开幕礼、突发事件直播、特首答問大會等，兩台即使共用同一組訊號及畫面，收視都可以有天壤之別。即使港台皇牌節目輪流在兩台相類時段播放，仍難逃慣性收視的厄運，例如《頭條新聞》、《議事論事》、《警訊》等，兩台收視比例仍達九一之比；《頭條新聞》於2009年4月10日播出二十週年特輯「七百萬零一夜」，前任主持林旭華在戲仿《百萬富翁》的問答遊戲節目，回答問題「頭條新聞播出二十年來受過最大的懲罰是甚麼？」，其答案是「節目在亞視播出」，以此幽本節目一默。
無綫電視在其官方網站中亦承認該台擁有慣性收視，並指出其中一個原因是「龐大的資深演員陣容」。
兩台旗下英文台同樣有嚴重慣性收視問題。每年公佈英文台最高百大收視節目均由無綫明珠台包攬，亞視國際台總是一個都不入，收視經常徘徊不足一點，即使街知巷聞的劇集《甜心俏佳人》、《超人外傳》、《異世奇人》、《大衛牙擦騷》、《六十分鐘時事雜誌》等亦如是。由於兩台沒有太多本地製作，主要依賴相同來源的外購片商，顯然與質素無關，然而收視依然懸殊。亞視曾豪花銀彈大手買入大批A級荷理活製作，並開拓每晚之「雙語930」時段，推出多個系列，例如二戰系列、浪漫系列等，但仍不得要領，最終被逼放棄至今。
2007年末，香港開始數碼電視廣播，數碼電視各頻道均有指定頻道編號 （邏輯頻道編號，Logical channel number，簡稱LCN），儘管亞視選擇了「1」字為首的編號，其中本港台編號更是「11」，希望籍此把約定俗成逾30年的「二字亞視」改變成「一字亞視」，但還是沒有扭轉廣大觀眾的收視習慣。
2010年11月28日晚上，無綫電視播映《巾幗梟雄之義海豪情》大結局，錄得平均44點，最高47點，即約300萬觀眾，亞洲電視本港台於同一時段宗教節目《恩雨之聲》罕有錄得0收視點（少於半點不作計算），這成為一個具爭議性的例子。有輿論甚至指亞視是香港之恥辱，應盡速結業停播。
2015年4月1日，香港政府通訊事務管理局宣佈，亞視牌照不予續期。2016年4月2日，亞視停播，延至9月5日，公司結束。同時，ViuTV、港台電視、奇妙電視3家電視啟播。開播時，雖然ViuTV製作的真人show節目如《跟住矛盾去旅行》、《G1格鬥會》一度引起坊間討論，但首播時收視卻遠遠不及無綫電視。而港台電視及香港開電視，矚目程度遠不及ViuTV，坊間及傳媒亦甚少提及，收視經常徘徊0至1點。有分析認為「慣性收視」現象並未因新免費電視台加入而打破。
2018年6月，電訊盈科取得2018俄羅斯世界盃香港區獨家播映權，其中19場放在ViuTV直播，為無綫電視自1970年以來，不曾直播任何世界盃賽事。開幕後，每逢ViuTV有份直播的時段，收視皆拋離無綫電視。其中在決賽，ViuTV更是取得自開台以來的最高收視，使無綫電視同時段只獲得2點收視。然而，當ViuTV沒有直播賽事時，收視優勢皆隨之而去，尤其在世界盃完結後，足以反映慣性收視。
2021年7月23日晚上6:59至10:54，翡翠台、ViuTV、香港開電視同時直播《2020年東京奧運開幕典禮》，根據CSM媒介研究的數據，有72%觀眾仍然選擇收看翡翠台，平均收視14.2點，而ViuTV平均收視5.3點，開電視平均收視1.3點。7月26日晚上8:15，直播男子個人花劍香港選手張家朗擊敗意大利選手加路素，奪得香港第二個奧運金牌的直播賽事，翡翠台平均收視20.2點、最高21.1點（觀眾高達140萬），ViuTV平均收視8.9點，開電視平均收視2.9點。8月8日星晚上7:02至9:17直播《2020年東京奧運閉幕典禮》，翡翠台平均收視16.2點，ViuTV平均收視5.6點，開電視平均收視4點。證明眾多電視台播放相同節目甚至相同畫面的情況下，無綫收視仍以倍數拋離他台，反映慣性收視仍然存在。
2022年4月30日，翡翠台、ViuTV、香港開電視同時直播《2022行政長官選舉答問會》，翡翠台平均收視11.1點，ViuTV平均收視1.0點，開電視平均收視0.8點。

## 慣性收視的論點
在心理學和市場學角度，消費模性普遍都出現慣性，尤其一些長久建立品牌的產品和服務，在每個行業、服務、國家都會出現，並非所謂某地區、某服務、某頻道獨有，並非獨特的現象，難以定性為個別現象。不同的電視頻道都會存有「慣性收視」，問題是實際上的比例之差。
節目的質素無法量化，「質素」的定義亦無法確定，質素與收視的關係更難以說清。例如無綫電視的三個新聞節目，在香港電台主辦的「2005電視欣賞指數調查」中，「欣賞指數」分別是全港三甲，但該三個節目收視率並非收視率排名的前列。故所謂「有質素」的節目亦不一定是觀眾所喜歡收看的節目。
有指無綫電視和亞洲電視在同一時段播映同一節目，而無綫收視通常較高。而收看模式更不一定以每個節目來選擇，可以整個頻道來選擇（史文鴻引述這稱為「垂直收看」）。亦有稱就算無綫電視播放「雪花」（無訊號畫面）也有五成多收視率，故等如存在「慣性收視」，此現象仍值得深思。

## 外部連結
註：以下並非「慣性收視」的研究，但使用了「慣性收視」一詞，並沒有對「慣性收視」一詞作出任何證明和分析。
- 香港網絡大典上的相关条目：慣性收視爭議
- 亞視vs無綫 - 如何打破慣性收視的困局 （页面存档备份，存于），香港獨立媒體
- 求變創新 亞視求打破慣性收視 （页面存档备份，存于）
- 《電視節目欣賞指數調查》- 第二章:香港電視節目慣性收視與欣賞指數 （页面存档备份，存于），史文鴻，香港理工大學通識教育中心首席講師
- 《新聞傳媒改革論壇》- p.2.電視市場發展的限制，崔少明，香港大學新聞及傳媒顧問
- 《港台引入欣賞指數的由來》 （页面存档备份，存于），香港電台
- 亞洲電視節目《黃霑香港情之今時往日》第十二集《我愛公仔箱》
- 林奕華. . 浙江大学出版社. 2010年. ISBN 9787308076722.
- "TV Viewing Habit Result and Analysis" - http://liubei.tripod.com/tvresearch/ （页面存档备份，存于）